# Marek Włodarski

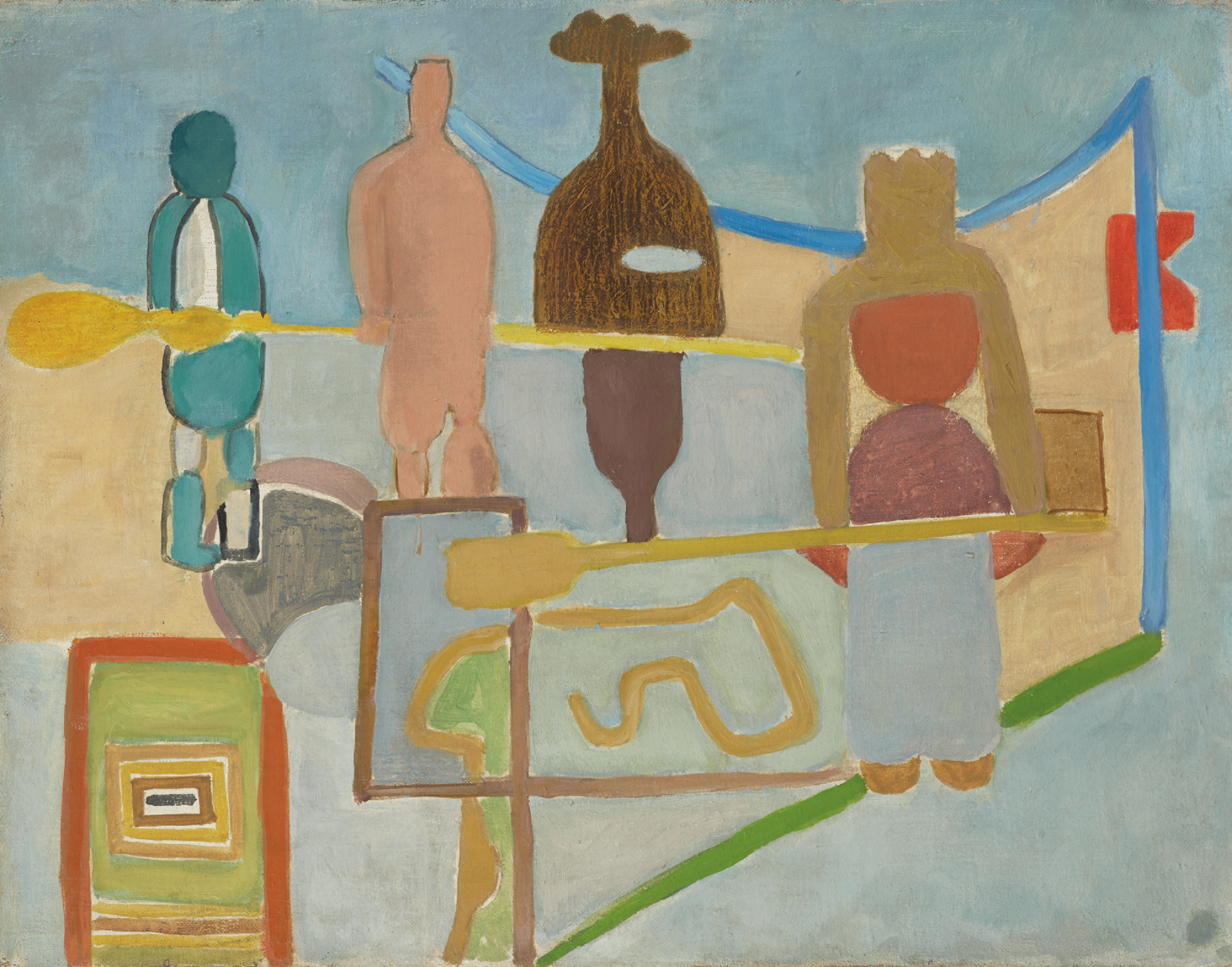
Marek Włodarski, Rybacy, 1949, Muzeum Narodowe w Szczecinie

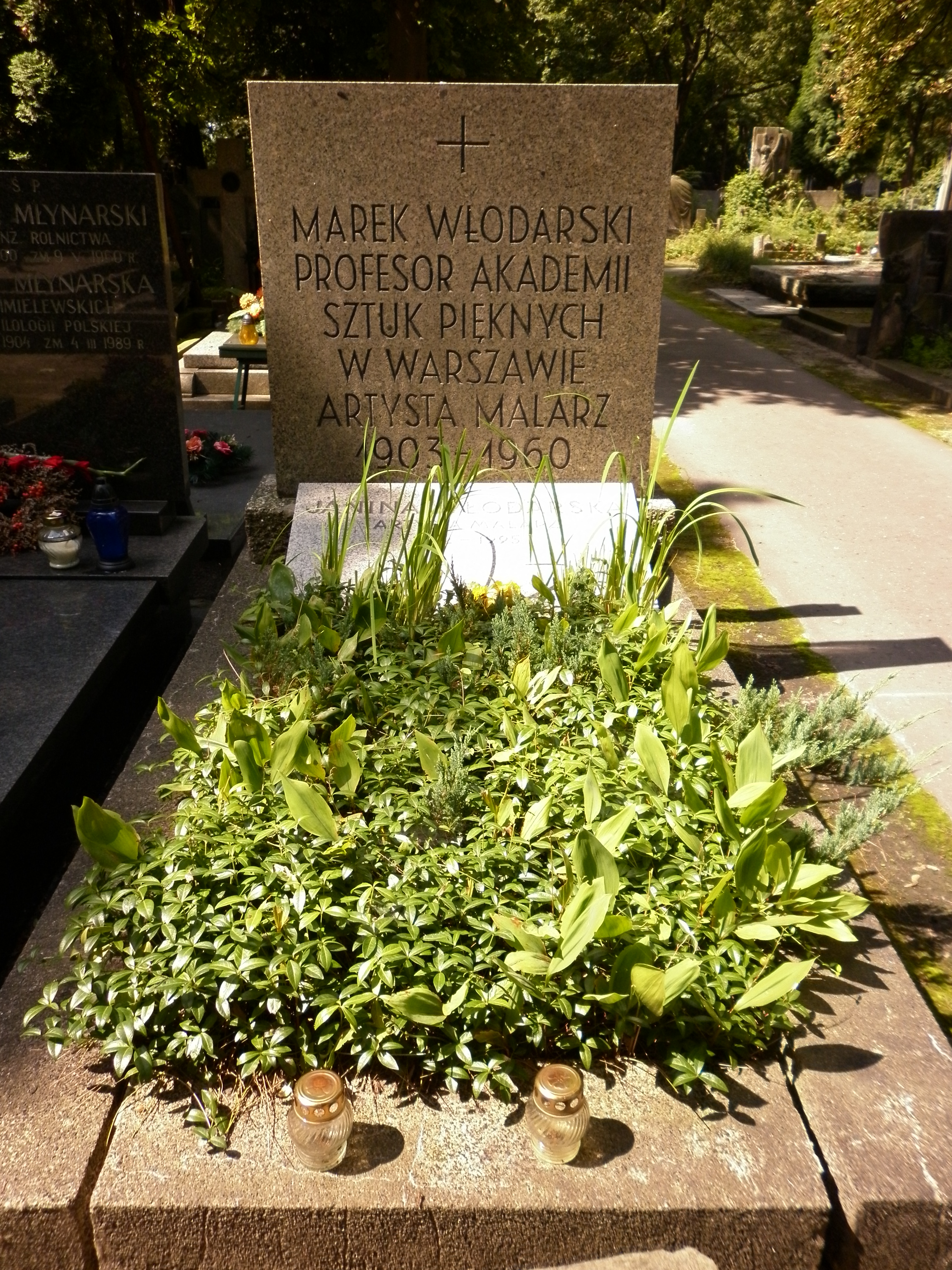
Grób Marka Włodarskiego na Starych Powązkach

Marek Włodarski, właśc. Henryk Streng (ur. 17 kwietnia 1903 we Lwowie, zm. 23 maja 1960 w Warszawie) – polski artysta malarz pochodzenia żydowskiego.

## Życiorys
Studia malarskie rozpoczął 1920 w Wolnej Akademii Sztuk Pięknych we Lwowie, kontynuował 1922–1924 w Państwowej Szkole Przemysłowej we Lwowie w pracowni Kazimierza Sichulskiego. Był zafascynowany naiwną sztuką prowincjonalną i jarmarcznym folklorem. W 1924 wyjechał do Paryża, gdzie kształcił się w ciągu 6 miesięcy w pracowni Fernanda Légera. Spotkał się tam z przywódcą surrealistów André Bretonem oraz z André Massonem. Z tego okresu (1926 rok) pochodzi jego obraz Pan z gramofonem.
W 1928 wraz z Otto Hahnem zorganizował swą pierwszą wystawę we Lwowie w Towarzystwie Przyjaciół Sztuk Pięknych. W 1930 przystąpił do lwowskiej grupy awangardowej „Artes”. Zgodnie z radykalnie lewicowymi poglądami politycznymi, wstąpił w 1933 do Międzynarodowej Organizacji Pomocy Rewolucjonistom (MOPR). W latach 30. spotykał się z Brunonem Schulzem.
Powołany do wojska, uczestniczył w 1939 w kampanii wrześniowej. Uniknął niewoli i przedostał się do Lwowa, gdzie po wkroczeniu Niemców w 1941 ukrywał się pod fałszywym nazwiskiem Marek Włodarski. W roku 1944 przeniósł się do Warszawy. Po powstaniu warszawskim uwięziony w obozie koncentracyjnym Stutthof.
Po wojnie zamieszkał w Warszawie. Od 1947 był pracownikiem dydaktycznym Państwowej Wyższej Szkoły Sztuk Plastycznych, a od 1956 profesorem Akademii Sztuk Pięknych w Warszawie.
W twórczości Marka Włodarskiego widoczne są wpływy Légera i Chagalla. W okresie lat 50. nie uległ doktrynie socrealizmu.
Zmarł w Warszawie, pochowany na cmentarzu Powązkowskim (kwatera 253-1-1).

## Ordery i odznaczenia
- Złoty Krzyż Zasługi (11 lipca 1955)[3]
- Medal 10-lecia Polski Ludowej (19 stycznia 1955)[4]